# Ceratochilus biglandulosus
Ceratochilus es un género monotípico de orquídeas perteneciente a la subfamilia Epidendroideae dentro de la familia Orchidaceae. Su única especie: Ceratochilus biglandulosus, es originaria de Asia.

## Descripción
Es una orquídea de tamaño pequeño, que necesita fresco en temperaturas cálidas, Tiene hábito de epífita, monopodial, con un tronco corto con dos hojas clasificadas, gruesas, carnosas, cilíndricas y profundamente canalizadas por encima, agudas, sobre todo verdes, pero puede estar moteada de rojo (por lo general denota que se expone a pleno sol) y puede ser cultivado en sombra parcial dándole fertilizante todo el año para producir varias inflorescencias axilares, cortas, con una flor y un máximo de tres. La flor es más grande que toda la planta.

## Distribución y hábitat
Se encuentra a elevaciones de 1000 a 2000 metros en los bosques montanos más altos en el musgo y los árboles cubiertos de líquenes en la Isla de Java. 

## Taxonomía
Ceratochilus biglandulosus fue descrita por Carl Ludwig Blume y publicado en Bijdragen tot de flora van Nederlandsch Indië 358, t. 359. 1825.
Etimología
Ceratochilus nombre genérico que proviene de la unión de dos palabras griegas: κέρας, κερατος (keras, keratos), que significa "cuerno" y χειλος (kheilos) que significa "labio", una referencia a las callosidades córneas del labelo.
biglandulosus: epíteto latino que significa "con dos tipos de glándulas".